# حادثة زقاق البندقية
حادثة زقاق البندقية أسفرت عن اغتصاب وقتل فتاة تدعى «ألما تيرتشكي» البالغة من العمر 12 عاماً، بمدينة «ميلبورن بأستراليا» عام 1921م.

## قصة الحادثة
وكانت الفتاة طالبة بمدرسة ثانوية غرب «هاوثورن». حيث كانت آخر مرة شوهدت فيها الفتاة على قيد الحياة كانت بالقرب من أحد الحانات«صالون الخمر الأسترالي»، وفي ظل هذه الأجواء أثار قاتلها ضجة وعرفت القضية مؤخراً كأحد القضايا التي تفتقر إلى العدالة.
وكانت مهمة «ألما» في ذلك اليوم هي الذهاب من منزل جدتها في «جوليمونت» إلى الجزارين «بنيت» و «ولكوك بتي» المحدودة في شارع سوانستون، وجمع قطعة من اللحوم، وإسقاطها في منزل كولينز ستريت عمة والعودة إلى جوليمونت.
لم يكن من المعتاد أن تأخذ ألما وقتا طويلا في مهماتها. وقال شاهد إنه رأى رجلا بعد ألما، الشهود الموثوق بهم الذين ليس لديهم ما يخسرونه أو يكسبونه من خلال إخبار الشرطة بما يعرفونه قال إن ألما كان يظهر عليها علامات الخوف بوضوح.
على بعد أمتار قليلة من صالون النبيذ الأسترالي في ذي إيسترن أركيد، بين شارعي بورك وشارع ليتل كولينز، حيث يمر ألفريد بلاس قبالة شارع ليتل كولينز (بجوار يوم 120 كولينز الحالي)، شوهدت ألما آخر مرة حوالي الساعة 3 مساء في 30 ديسمبر 1921م، حيث عثر على جثة عارية في الصباح الباكر في حارة تتفرع شرقا من زقاق جون، وليس بعيدا عن الفريد بلاس.
وبعد اكتشاف الجثة، اتهم صاحب صالون النبيذ الأسترالي، كولين كامبل روس، باغتصابها وقتلها، واستندت الدعوى المرفوعة ضده إلى أدلة اثنتين من الشهود، بالإضافة إلى بعض خيوط الشعر الأحمر، على ما يبدو من رأس تيرتسشك، الذي وفر صلة حيوية بين روس والقتل. احتج روس على براءته لكنه شنق.

واعتبر العديد من الشهود في وقت لاحق من قبل العديد من أنه لا يمكن الاعتماد عليها، سواء كان لديهم دافع للكذب
وكان الدليل الوحيد الموثوق به هو الشعر الأحمر الذي ربط روس بالقضية.
«روس» يمكن أن يمثل تحركاته في ذلك الوقت الذي اختفت فيه «ألما»، وفي وقت لاحق من تلك الليلة التي تم إلقاء جثتها في «زقاق البندقية»، عدم وجود شيء يخفيه، في الوقت الذي أخبر روس المحققين الذين قابلوه أن فتاة صغيرة مطابقة لوصف «ألما» قد مرت وتواصل بها، ولكن هذا كان اتصاله الوحيد بالضحية.

ففحوصات الطب الشرعي الأكثر موثوقية في التسعينات قد كشفت عن اتصال الشعر الأحمر، وأظهرت أن «روس» ربما كان بريئا.
وتم منح كولين كامبل روس عفوا في 22 أيار / مايو 2008م، وهو التاريخ الذي وقع عليه الحاكم الفيكتوري، بصفته ممثلا للملكة. وأعلن العفو علانية في 27 أيار / مايو 2008م. وهذا هو أول عفو - وحتى الآن - عن شخص أعدم قضائيا في أستراليا.

في الكتاب الذي أدى إلى عفو روس، كشف الكاتب كيفن مورغان لأول مرة الأدلة التي غابت عن الشرطة في تحقيقاتها الأصلية والتي حددها اسم تيرتسشك القاتل المحتمل.